# Re-Evolution
Re-Evolution ist die vorläufige Bezeichnung für das Phänomen, dass von einer Spezies in der Evolution einmal erworbene, aber abgelegte Eigenschaften oder Fähigkeiten reaktiviert werden können. Mit Hilfe von DNA-Sequenzvergleichen und der Methode der Kladistik meint zum Beispiel eine Gruppe von Forschern zeigen zu können, dass in der Stammlinie der Stabheuschrecken die Flügel reduziert wurden und später in Untergruppen der heutigen Stabheuschrecken mehrmals unabhängig Flügel wiederentwickelt wurden, die dann von manchen Arten wiederum erneut reduziert wurden. Allerdings basiert diese Interpretation ausschließlich darauf, dass sie die Merkmalsevolution im Lichte einer bestimmten Stammbaumhypothese um wenige Schritte sparsamer interpretiert (Maximum Parsimonie), lässt aber dabei unberücksichtigt, dass die alternative Erklärung durch eine mehrfache Reduktion der Flügel nur unwesentlich weniger sparsam aber dafür sehr viel plausibler und einfacher ist.